# Божић у немачком говорном подручју
Божић у немачком говорном подручју се обележава у земљама немачког говорног подручја као што су Немачка, Аустрија и Швајцарска. Такође је распрострањена у земљама са мањином која говори немачки, као што су Трансилванија у Румунији, Јужни Тирол у Италији, Епен у Белгији и разним дијаспорама као што су заједница немачко-бразилских и немачко-америчких заједница. Традиције су утицале на културу Адвента и Божића широм света.

## Припреме
Припремајући се за Божић, многе породице славе Адвент. Ово је време религиозне припреме за долазак Кристкинда. Традиционалне адвентске активности укључују Адвентски венац, који се поставља четврте недеље пре Божића, почетка адвентске сезоне. Четири свеће красе венац, а сваке недеље се пали по једна. Породице често певају божићне песме док се окупљају око венца да би прославиле припрему и божићну сезону.
Деца такође уживају у адвентском календару, који садржи 24 отвора, по једна за сваки дан децембра који претходи Божићу. Деца отворе по један отвор сваког дана и виде чоколадну посластицу која их чека. Многи календари такође укључују слике унутар отвора, често везане за Божић.
Значајан део божићне градње дешава се 6. децембра, када је Свети Никола, дан сећања на Светог Николу. Увече 5. децембра, деца у Немачкој стављају чизму или ципелу испред уличних врата. Преко ноћи Никола, фигура слична Деда Мразу, посећује кућу и пуни чизме слаткишима, а понекад и мањим поклонима ако су деца добра; иначе им остаје само трска састављена од брезових гранчица.
Током божићног периода, божићна пијаца постаје обележје готово сваког града, града или села у земљама немачког говорног подручја, где посетиоци уживају на тезгама, забави и уживају у храни и куваном вину. Традиционалне божићне посластице укључују  медењаке, штолен (воћни колач), спекулас и марципан (посластичарнице од бадема које се често праве у слаткише). Можда најпознатије од ових пијаца је оно које се одржава у Нирнбергу, које сваке године привлачи милионе посетилаца.
The Weihnachtsbaum (Christmas Tree) is usually put up in the afternoon of 24 December. The trees can be bought at special traders' sites, but some families may still go into the forest and cut one themselves.
Традиционално, на Бадње вече у Немачкој, једноставан оброк ће бити припремљен и сервиран пре или после Бешерунга („време за размену поклона“), за разлику од великог оброка на Божић. Типични оброци могу укључивати шаран, фонди или раклет. На Бадњи дан најчешћа јела су печена гуска или патка.

## Редослед догађаја
Многе породице почињу прославу на Бадње вече поподне или увече. Иако постоје два законска празника у Немачкој, Аустрији, већини кантона Швајцарске и Лихтенштајна за Божић, Бадње вече није један од њих, а у Швајцарској су многе компаније и продавнице отворене по пола дана ујутру до 4. поподне, након чега почиње славље.
Многи одлазе у цркву пре почетка прославе. Божићне мисе/службе често трају око један сат. Породице са децом иду на дечју мису која је обично краћа и драматизована представа о јаслицама.
Обичаји по повратку из цркве који воде до давања поклона разликују се у земљама немачког говорног подручја. Деца која се враћају обично чекају да уђу у своју закључану дневну собу док не зазвони звонце. Ово звоно означава одлазак онога који разноси дарове. У Јужној Немачкој, Аустрији и Швајцарској — улога носиоца поклона припада Христовој врсти, док они у Северној Немачкој обично сматрају да је Вајхнахтсман (Деда Мраз) који одлази.
Деца затим улазе да виде окићену јелку, испод које су сви поклони умотани у шарени папир који је одрасла особа припремила док су били у цркви. Одрасли такође могу поделити поклоне док деца отварају своје. За даривање поклона у Немачкој, једино светло долази од светла за божићно дрвце (традиционално праве свеће, иако их данас углавном замењују електрична светла). У Швајцарској се то ради после великог оброка увече.
Алтернативна традиција у многим домовима не укључује звоњаву или поклоне који већ леже испод дрвета када се деца враћају из цркве. Уместо тога Вајхнахтсман, којег обично игра рођак, појављује се лично, куцајући на врата док породица седи заједно. Када га пусте унутра, одлаже своју врећу на страну и поздравља породицу. Затим замоли дете или децу да наступе тако што ће отпевати божићну песму или рецитују песму, а затим их пита да ли су били несташни или фини. Већина деце признаје да нису увек била фина, па Вајхнахтсман жели обећање да ће следеће године бити бољи пре него што дају све своје поклоне. Затим се повлачи и породица проводи остатак вечери заједно, уживајући у њиховим поклонима и друштву.

## После Бадње вечери
Првог или другог дана Божића (25. и 26. децембар) биће сервирана многа типична божићна јела. Најчешћи су гуска, патка, фонди, раклет и јела од дивљачи. У Швајцарској се често нуде мали оброци.
Јелка се одлаже након друге недеље јануара, а (право) дрвеће се оставља напољу за прикупљање од стране сакупљача отпада. Нека домаћинства, међутим, одлучују да користе вештачко дрвеће које се може једноставно спаковати до следеће године.